# 강화 청련사 큰법당 현왕탱
청련사 큰법당 현왕탱(靑蓮寺 큰法堂 現王幀)은 인천광역시 강화군, 청련사에 있는 조선시대의 불화이다. 2004년 4월 6일 인천광역시의 유형문화재 제54호로 지정되었다.

## 개요
병풍처럼 생긴 ＇ㄷ＇자형 황색 벽을 배경으로 중앙 의자에 앉은 현왕을 중심으로 성왕, 판관, 녹사, 동자, 동녀 등 현왕의 권속들이 에워싼 형식이다. 그림의 주제인 현왕은 머리위에 경책을 얹은 관을 쓰고 의자에 앉아 있다. 오른손은 가슴에 대고 왼손으로 책장을 넘기며 뭔가를 가리키고 있으며, 머리에는 녹색의 두광이 표현되었다. 좌 ·우측에서 성왕이 협시하고 있으며 아래편에는 경권과 경책을 가지고 있는 판관, 기록을 하고 있는 녹사, 사자, 동자, 동녀가 표현되었다. 현왕이 앉아 있는 의자 뒤편으로 조그맣게 묘사된 인물들이 번과 부채, 삼지창 등을 들고 현왕을 시위하고 있다. 인물의 복장에는 주로 적색과 청색을 사용하였고 이외에 황색, 백색을 주로 사용하였다. 제작연대는 고종 18년(1881)이며, 그림의 크기는 가로 104.5cm, 세로 156cm이다.

## 참고 문헌
- 청련사 큰법당 현왕탱 - 국가유산청 국가유산포털